# Oxigénszaturáció
Az oxigénszaturáció a hemoglobin oxigénnel való telítettségének mértéke százalékban. Pulzoximéterrel mérhető. A normális oxigénszaturáció 95%, vagy afölötti. 58-90% közötti oxigénszaturáció látható cianózist okoz, ami beavatkozást igényel.
Az alacsony oxigénszaturációs szint általában oxigénhiányos környezetben áll elő, pl magaslati körülmények között, vagy erőltetett hosszútávú sporttevékenység során. Jellemző tünete a Sars víruscsoport hátrányos élettani hatásainak is.
A szaturációs érték csökkenésének megállítását, annak emelését legegyszerűbben emelt koncentrációjú oxigén adagolásával érhetjük el. Erre szolgáló eszközök, pl. oxigénpalack, oxigéngenerátor kiválóan alkalmazhatók. Betegség, akut probléma esetén egészségügyi intézményekben biztosítják használatát. A sportpalackok elérhetőek bárki számára kereskedelmi forgalomban is.